# Дашкесан (город)
Дашкесан (азерб. Daşkəsən) — город на западе Азербайджана, административный центр Дашкесанского района страны. Расположен в гористой местности на высоте 1600 метров над уровнем моря, на реке Кошкарчай в 36 км к юго-западу от Гянджи и 397 км от Баку. Современный город Дашкесан состоит из трёх частей.

## Топонимика
Название города является сочетанием азербайджанских слов «daş» (камень) и «kəsən» (режущий) и дословно значит «режущий камень».

## История
Второй и третий посёлки городского типа Дашкесан были построены на вершине горы, на месте временного геологического посёлка 85 км, созданного в 1943 году. Научные изыскания, давшие положительную оценку на наличие железорудных ископаемых в районе, положили начало новому городу. С 1946 года началось освоение железорудного месторождения, и строительство посёлка на месте временного посёлка геологической экспедиции. В 1948 году посёлок получил статус города.
Городок Дашкесан возник неподалёку от рудников, на северных склонах Муровдагского и Шахдагского хребтов, на высоте 1600—1800 м над уровнем моря. Он начал формироваться на основе временного посёлка строителей и небольшого рудничного посёлка, возникшего в период подготовки к разработке богатейших месторождений железной руды, имеющих промышленное значение.
8 июля 2022 года утверждён генеральный план развития города до 2038 года.

## Население
По всесоюзной переписи населения 1989 года в Дашкесане проживало 10 438 человек. Ныне город имеет в основном азербайджанское население.
На 1 января 2024 года население города составляло 10 683 человек. Из них 5 282 мужчин (49,4 %), 5 401 женщин (50,6 %).

## Экономика
В период Азербайджанской ССР в городе действовал Азербайджанский горно-обогатительный комбинат.
Осуществляется добыча мрамора на мраморных карьерах, расположенных в горах вблизи города. Добывается как белый мрамор так и другие виды мрамора иных цветов. Мрамор обрабатывается на предприятиях города. На них осуществляется производство памятников, статуй, барельефов.

## Инфраструктура
В 1993 году в городе заложена Аллея шехидов. На ней похоронены участники Первой карабахской войны и 31 участник 44-дневной войны.
В 1950-х и 1960-х годах в городе была создана центральная система водоснабжения. Вода поступает из родника Гараинек и источника Гурбулаг. В июле 2021 года завершена реконструкция систем водоснабжения. На роднике и источнике построены 5 водозаборных сооружений. От них к городу проложен магистральный водопровод протяжённостью 20 км.

## Культура
В городе есть Центральная библиотека и 1 городская библиотека, школа детского творчества, историко-исторический музей, государственная фотогалерея, детский сад, городская детская, юношеская и спортивная школа, а также областной культурный центр имени Гейдара Алиева. На окраине города находится мраморный камин, мемориал Свидетелям Великой войны и исторический мост.

## Галерея

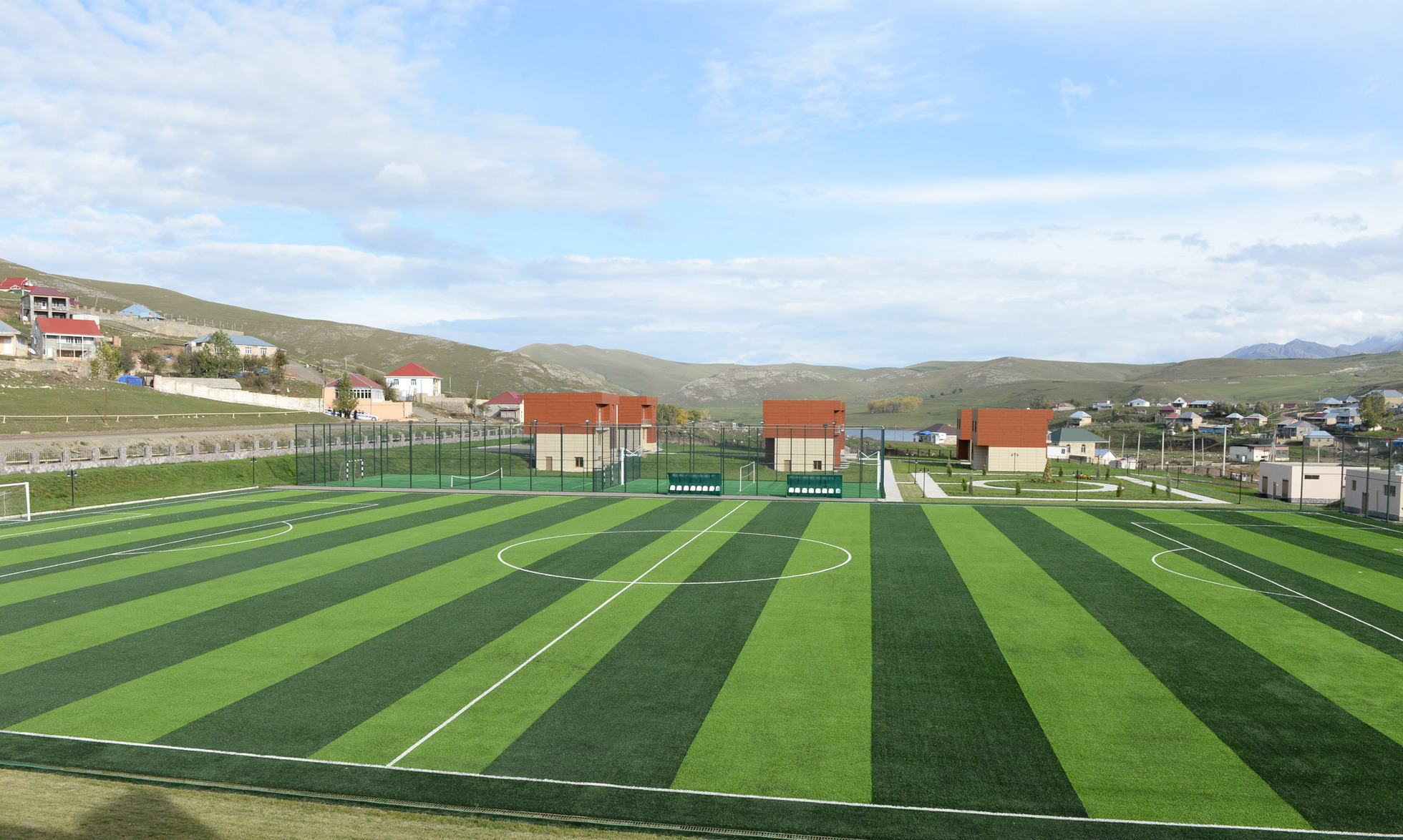
Футбольный стадион
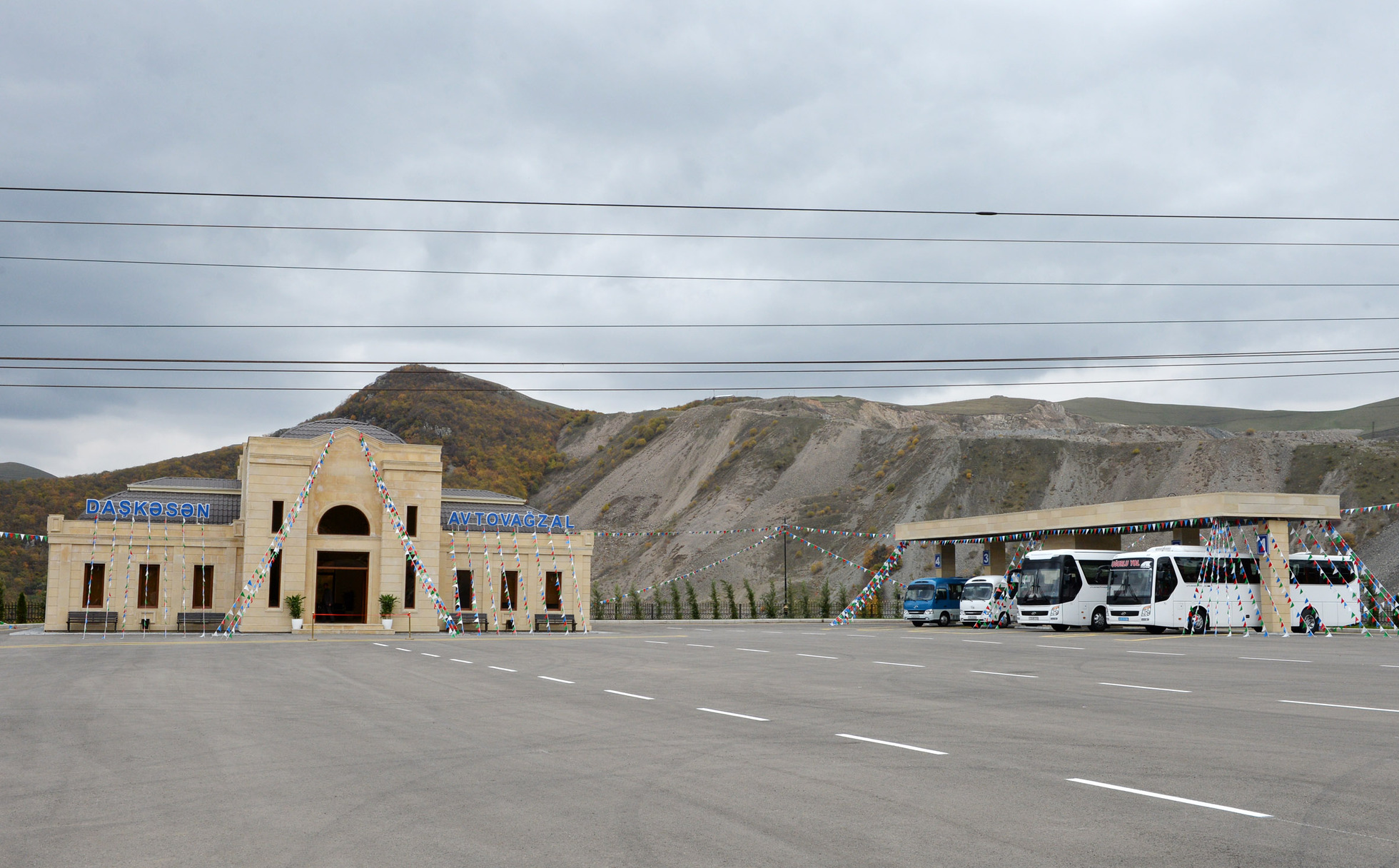
Городской автовокзал
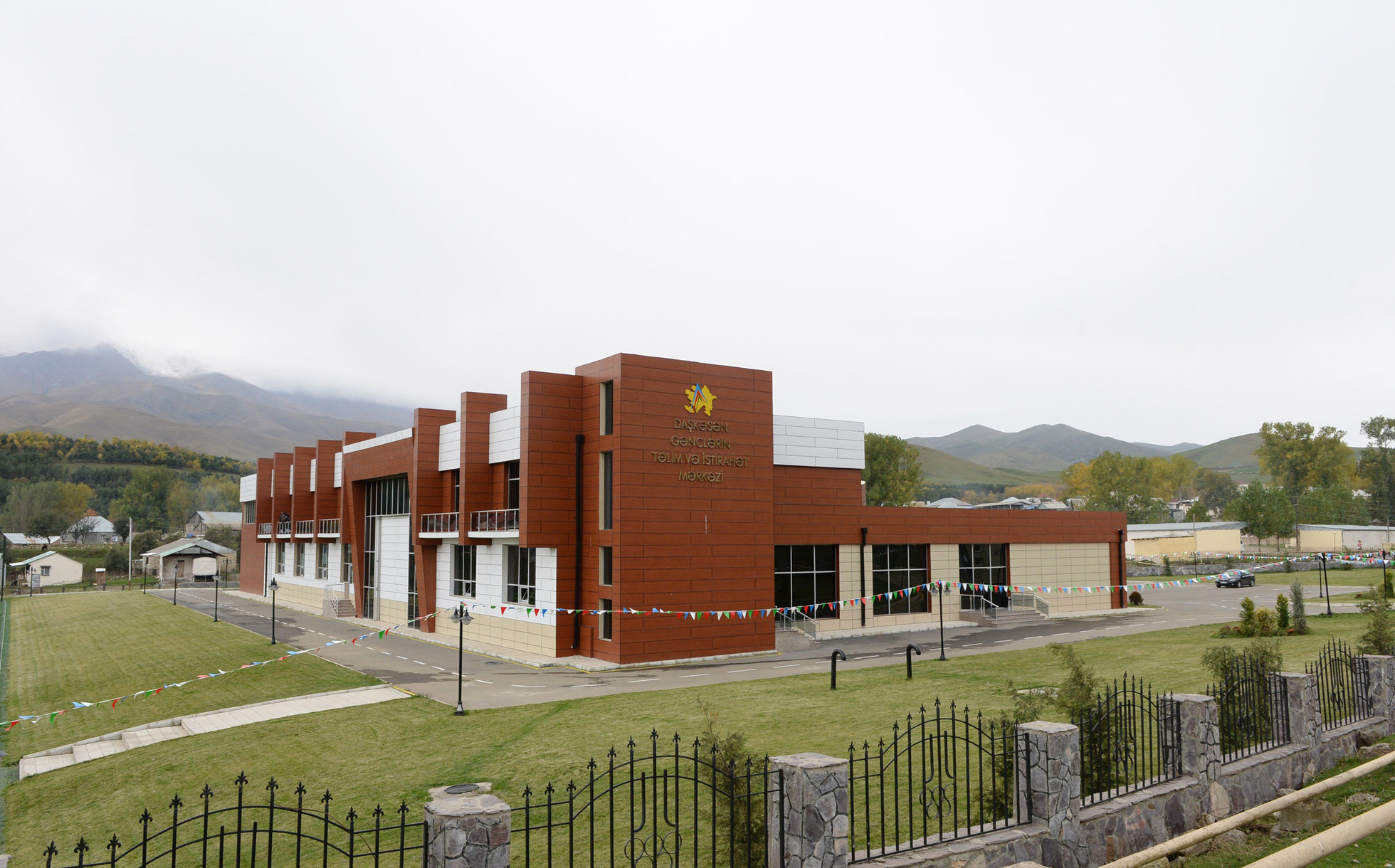
Молодёжный центр